# Bergkårel
Bergkårel (Erysimum hieraciifolium) är en växtart i familjen korsblommiga växter. 
Bergkårel är en två- eller flerårig örtartad växt, som vanligen når en höjd av 15 till 125 cm. På den kraftiga stjälken sitter lansettlika ovala blad. De lägre är tandade. Bladen är ungefär 5 till 6 gånger så långa som de är breda. Håren är sammansatt av oftast 3 delhår. Det förekommer också 2, 4 och 5 delhår. 
De stora, med stora stjärnhårs-bekädda guldgula kronbladen blir 8 till 10 mm, medan foderbladen blir 5 till 8 mm långa. 
Den upprättstående och skaftade frukten har formen av en 30 till 55 mm lång skida. De står ut från stjälken med en vinkel på omkring 30 grader. 
Bergkårels blomningstid omfattar huvudsakligen månaderna juni till augusti.